# Jean Leymarie (historien d'art)
Pour les articles homonymes, voir Jean Leymarie et Leymarie.
 (février 2021).
Si vous disposez d'ouvrages ou d'articles de référence ou si vous connaissez des sites web de qualité traitant du thème abordé ici, merci de compléter l'article en donnant les références utiles à sa vérifiabilité et en les liant à la section « Notes et références ».
Jean Leymarie, né le 17 juillet 1919 à Gagnac-sur-Cère (Lot) et mort le 9 mars 2006 à Paris, est un historien de l'art français.

## Biographie
« Jean Lucien Xavier » Leymarie, décédé à Paris le 9 mars 2006, à 86 ans, était né le 17 juillet 1919 à Gagnac, plus précisément au hameau de Felzines, où ses grands-parents exploitaient une ferme. Après l’école primaire, à Gagnac, où il se distingue, puis un an d’école primaire supérieure à Saint-Céré, il est envoyé au lycée de Cahors, sur recommandation d’un inspecteur qui l’a remarqué. Il se montre là aussi brillant élève, présenté en 1937 au concours général à la fois en grec et en histoire-géographie.
Ensuite, survient la guerre Il accomplit son service militaire en partie au Maroc, puis, de retour « au pays », se consacre simultanément à la préparation d’une licence de lettres (sans pouvoir suivre de cours) et à la Résistance. Là se noue son avenir. La plupart des trésors du musée du Louvre (dont La Joconde) avaient été mis en sécurité à Vayrac, à Bétaille et aux châteaux de La Treyne et de Montal. Là se trouvait René Huyghe, conservateur du musée du Louvre. L’ayant rencontré par un heureux concours de circonstances, Jean Leymarie s'offre à participer à la garde de ces œuvres d’art et Huyghe accepte sa proposition. Le petit paysan gagnacois, qui n’avait jamais visité le Louvre, est ainsi engagé comme gardien, ou plutôt comme « intellectuel chômeur ».
Par la même occasion, il devient le professeur de grec de la fille du romancier André Chamson, conservateur du musée de Versailles, installé, quant à lui, à La Treyne. Devenue l’écrivain Frédérique Hébrard, elle évoquera avec humour, dans son roman autobiographique La Chambre de Goethe, son premier contact avec ce jeune homme « méritant, résistant, savant et jeune marié ».
Paris étant libéré, Jean Leymarie raccompagne au Louvre les trésors qu’il a contribué à sauver. Il y est nommé assistant. Les responsabilités ne tardent pas à lui échoir, en même temps que la possibilité de montrer toutes ses qualités. En 1949, à 31 ans, il succède à Andry-Farcy en prenant la direction du musée de Grenoble, où il reste jusqu’en 1955.
Il consacre ensuite une longue période à l’enseignement, comme professeur d’histoire de l’art aux universités de Lausanne et de Genève, tout en publiant les premiers d’une longue série d’ouvrages qu’il consacrera à des écoles de peinture (Les impressionnistes, la peinture hollandaise, le fauvisme…), à des peintres (Monet, Manet, Gauguin, Van Gogh, Picasso, etc.), ou encore à la couturière Coco Chanel. Mais il revient en 1969 à sa première vocation. Appelé à diriger le musée national d’art moderne de Paris, au palais de Tokyo, il prépare son transfert au Centre Pompidou alors en projet. À l’ouverture de celui-ci, il est nommé directeur des études à l’École du Louvre, qu’il avait fréquentée un an dans sa jeunesse. En même temps, il organise de nombreuses expositions pour faire connaître des peintres de la première moitié du XXe siècle.
Enfin, il est nommé en 1978 directeur de l’Académie de France à Rome. À sa tête, Jean Leymarie succède au peintre Balthus, avec lequel il a des liens très étroits, et auquel il consacre un ouvrage. Il y reste jusqu’à sa retraite, en 1984. Il continue à œuvrer pour faire partager sa vision de la peinture, en rapport suivi avec des artistes.
Au milieu de cette activité foisonnante, il reste attaché à ses racines. Il avait insisté pour être inhumé à Gagnac, dans le vieux cimetière ombragé par un if plus que centenaire. Il y repose, près des siens.

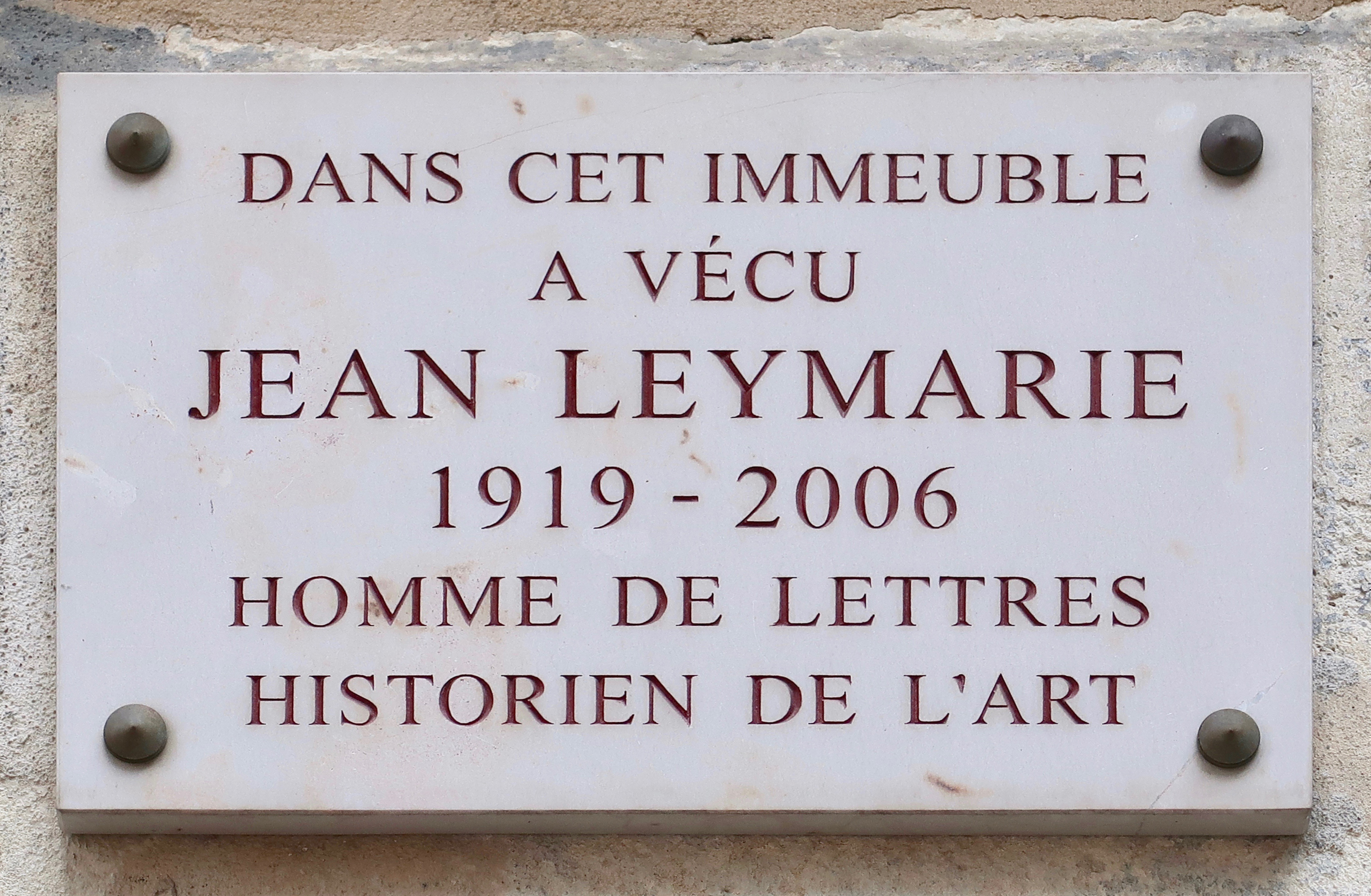
Plaque 16 rue du Cloître-Notre-Dame (Paris).

Il vivait 16, rue du Cloître-Notre-Dame (4e arrondissement de Paris), où une plaque lui rend hommage.

## Publications
(Liste non exhaustive)
- Malraux et la création artistique, dans Malraux, Être et Dire, dir. Martine de Courcel, Plon, 1976.
- Renoir, 1978
- Picasso, La monographie 1881-1973
- Le Fauvisme, 1987
- La campagne de Corot
- Balthus
- L'Aquarelle
- Geneviève Asse, coécrit avec Silvia Baron Supervielle.
- Quentin, des graffitis de 1947 aux monuments du troisième millénaire, coécrit avec Jean-Clarence Lambert et Pierre Restany, Éditions Cercle d'art, 1991.
- Tal Coat, 1992
- Jean Leymarie, Dessins impressionnistes : de Manet a Renoir, Genève, Skira, 1985 (1re éd. 1969), 118 p. (ISBN 2-605-00047-8).

## Sources
- Le Monde du 14 mars 2006